# Berrocal de Salvatierra (kommunhuvudort)
Berrocal de Salvatierra är en kommunhuvudort i Spanien.   Den ligger i provinsen Provincia de Salamanca och regionen Kastilien och Leon, i den centrala delen av landet, 170 km väster om huvudstaden Madrid. Berrocal de Salvatierra ligger 900 meter över havet och antalet invånare är 120.
Terrängen runt Berrocal de Salvatierra är huvudsakligen platt, men åt nordväst är den kuperad. Runt Berrocal de Salvatierra är det ganska glesbefolkat, med 48 invånare per kvadratkilometer. Närmaste större samhälle är Guijuelo, 8,6 km söder om Berrocal de Salvatierra. Trakten runt Berrocal de Salvatierra består i huvudsak av gräsmarker.